# Paulus VI
Paulus VI, född Giovanni Battista Enrico Antonio Maria Montini den 26 september 1897 i Concesio i Lombardiet i Italien, död 6 augusti 1978 i Castel Gandolfo i Lazio i Italien, var påve från 21 juni 1963 till sin död.
Paulus VI saligförklarades den 19 oktober 2014 och helgonförklarades den 14 oktober 2018.

## Uppväxt och tidig karriär
Giovanni Battista Montini var son till Giorgio Montini, en framgångsrik advokat, och dennes hustru Giuditta Alghisi. Den unge Montini hade svag hälsa och började studera till präst 1916, första tiden i hemmet. Montini prästvigdes den 29 maj 1920 av Giacinto Gaggia, biskop av Brescia. Därefter reste han till Rom och studerade vid Gregoriana samt vid stadens universitet. 1922 utsågs han till rådgivare åt den polske nuntien och kom även att arbeta inom Vatikanens utrikessekretariat.
1924–1933 var Montini djupt engagerad i den katolska lekmannarörelsen Azione Cattolica. I början av 1930-talet undervisade han vid Påvliga diplomatiska akademin. 1937 blev han biträde åt kardinal Eugenio Pacelli, den blivande påven Pius XII. Montini skall enligt ryktet ha varit den som översatte Jacques Maritains Humanisme intégral till italienska under 1930-talet.
Han utsågs 1954 till ärkebiskop av Milano, och biskopsvigdes av Eugène-Gabriel-Gervais-Laurent Tisserant den 12 december. Påve Johannes XXIII utsåg den 15 december 1958 Montini till kardinalpräst med Santi Silvestro e Martino ai Monti som titelkyrka.

## Pontifikat
Sedan Johannes XXIII avlidit mitt under Andra Vatikankonciliet, valdes kardinal Montini den 21 juni 1963 till efterträdare, och antog påvenamnet Paulus VI; detta val var i enlighet med Johannes uttryckliga önskan. Paulus VI installerades den 30 juni. 
Paulus VI slutförde 1965 Andra Vatikankonciliet och fick uppgiften att genomföra alla de reformer som konciliet hade beslutat och plågades uppenbart av detta väldiga åtagande, varför han ofta kritiserades för obeslutsamhet och bristande entusiasm inför allt detta nya.
Utan att bli lika populär som sin företrädare Johannes XXIII, gick Paulus VI i mycket i dennes fotspår. Vad som utmärkte honom var framför allt hans ekumeniska strävanden; hans första encyklika, från 1964, Ecclesiam Suam, handlar liksom ett par andra om kyrkans roll i världen, solidaritet mellan människor, och om önskan om fred på jorden. Samma år som encyklikan utgavs, företog Paulus VI en pilgrimsresa till Heliga landet och Jerusalem samt omfamnade patriarken av Konstantinopel. Lika försonande hållning höll han mot ärkebiskopen av Canterbury. I Christi Matri behandlas Vietnamkriget och i Populorum Progressio skriver Paulus VI att det är varje kristen människas plikt att bistå fattiga länder.
Med Paulus VI:s namn är den nya romerska liturgin förknippad, som började införas 1969. Omedelbart då han tillträdde som påve, 1963, införde han reformen att liturgin fick förrättas på modersmålet.
Paulus VI utgav bland annat den omdiskuterade encyklikan Humanae Vitae (1968) som upprepar förbudet som Pius XII utfärdat mot preventivmedel, men gör tillägget att p-piller får användas för att bota sjukdomar. Till denna fråga hade dock flera biskopar en förbindlig attityd, och sade i uttalanden att de kunde förstå om det var svårt att följa den katolska doktrinen. Paulus lättade även på de svårigheter som företrädare upprättat för katoliker att ingå äktenskap med icke-katoliker, samt reglerna för fastan.
Den 9 maj 1978 påträffades påvens vän, den tidigare premiärministern Aldo Moro, mördad i centrala Rom. Påven ledde Moros begravningsmässa i Lateranbasilikan den 13 maj 1978.

## Encyklikor
- Ecclesiam Suam – 6 augusti 1964
- Mense Maio – 29 april 1965
- Mysterium Fidei – 3 september 1965
- Christi Matri – 15 september 1966
- Populorum Progressio – 26 mars 1967
- Sacerdotalis Caelibatus – 24 juni 1967
- Humanae Vitae – 25 juli 1968